# 越生線
越生線（日语：／ Ogose sen */?）是一條連結埼玉縣坂戶市坂戶站和入間郡越生町越生站，屬於東武鐵道的鐵路線。車站編號的路線記號為TJ。

## 路線資料
- 路線距離：10.9公里
- 軌距：1067毫米
- 站數：8個（包括起終點站）
- 複線路段：武州長瀨站－東毛呂站（1.0公里）
- 電氣化路段：全線（直流1500V）
- 最高速度：90公里/小時
- 閉塞方式：自動閉塞式
- 保安裝置：東武型ATS

## 車站列表
- 所有車站均位於埼玉縣內。
- 軌道 ∥：複線路段、◇・｜：單線路段（◇為可以進行列車交會）、∨：此起往下為單線、∧：此起往下為複線、終點（可進行交會）

| 車站編號 | 中文站名 | 日文站名 | 英文站名 | 站間距離 | 累計距離 | 接續路線               | 軌道 | 所在地          |
| -------- | -------- | -------- | -------- | -------- | -------- | ---------------------- | ---- | --------------- |
| TJ-26    | 坂戶     |          |          | -        | 0.0      | 東武鐵道： 東上本線    | ∨    | 坂戶市          |
| TJ-41    | 一本松   |          |          | 2.8      | 2.8      |                        | ◇    | 鶴島市          |
| TJ-42    | 西大家   |          |          | 1.6      | 4.4      |                        | ｜   | 坂戶市          |
| TJ-43    | 川角     |          |          | 1.2      | 5.6      |                        | ◇    | 入間郡 毛呂山町 |
| TJ-44    | 武州長瀨 |          |          | 2.0      | 7.6      |                        | ∧    | 入間郡 毛呂山町 |
| TJ-45    | 東毛呂   |          |          | 1.0      | 8.6      |                        | ∨    | 入間郡 毛呂山町 |
| TJ-46    | 武州唐澤 |          |          | 0.8      | 9.4      |                        | ｜   | 入間郡 越生町   |
| TJ-47    | 越生     |          |          | 1.5      | 10.9     | 東日本旅客鐵道：八高線 | ∧    | 入間郡 越生町   |

### 設有留置線的站
- 坂戶站
- 越生站

### 廢站・廢止號誌站
- 大家站（日语：大家駅）（現時一本松 - 西大家之間、1934年12月16日 - 1945年12月1日至同年12月10日）
- 西大家號誌站（現時一本松 - 西大家之間、1984年8月1日廢止）
- 森戶站（日语：森戸駅）（現時西大家 - 川角之間、1932年2月17日 - 1959年2月1日）
- 川角號誌站（現時川角 - 武州長瀨之間、1987年8月25日廢止）

## 外部連結
- 越生線 （页面存档备份，存于）